# Masti (Kohila)
Masti – wieś w Estonii, prowincji Rapla, w gminie Kohila.